# Nachal Rimonim
Nachal Rimonim (hebrejsky: נחל רמונים) je vádí na Západním břehu Jordánu a v severním Izraeli, v Jizre'elském údolí.
Začíná v nadmořské výšce okolo 300 metrů v severozápadní části Západního břehu Jordánu, jihozápadně od obce Rumana. Směřuje pak kopcovitou a převážně odlesněnou krajinou k severovýchodu, zleva přijímá vádí Nachal Milcham, ze západu obchází obec Zuzuba a nedaleko za ní vstupuje na území Izraele, kde prochází rovinatým a zemědělsky využívaným Jizre'elským údolím, v němž v 2. polovině 20. století vznikl blok zemědělských vesnic zvaný Ta'anach. Zde, západně od vesnic Mle'a a Nir Jafe, ústí zprava do vádí Nachal Oz.